# Lycaena feredayi
Lycaena feredayi är en fjärilsart som beskrevs av Bates 1867. Lycaena feredayi ingår i släktet Lycaena och familjen juvelvingar. Inga underarter finns listade i Catalogue of Life.

## Bildgalleri

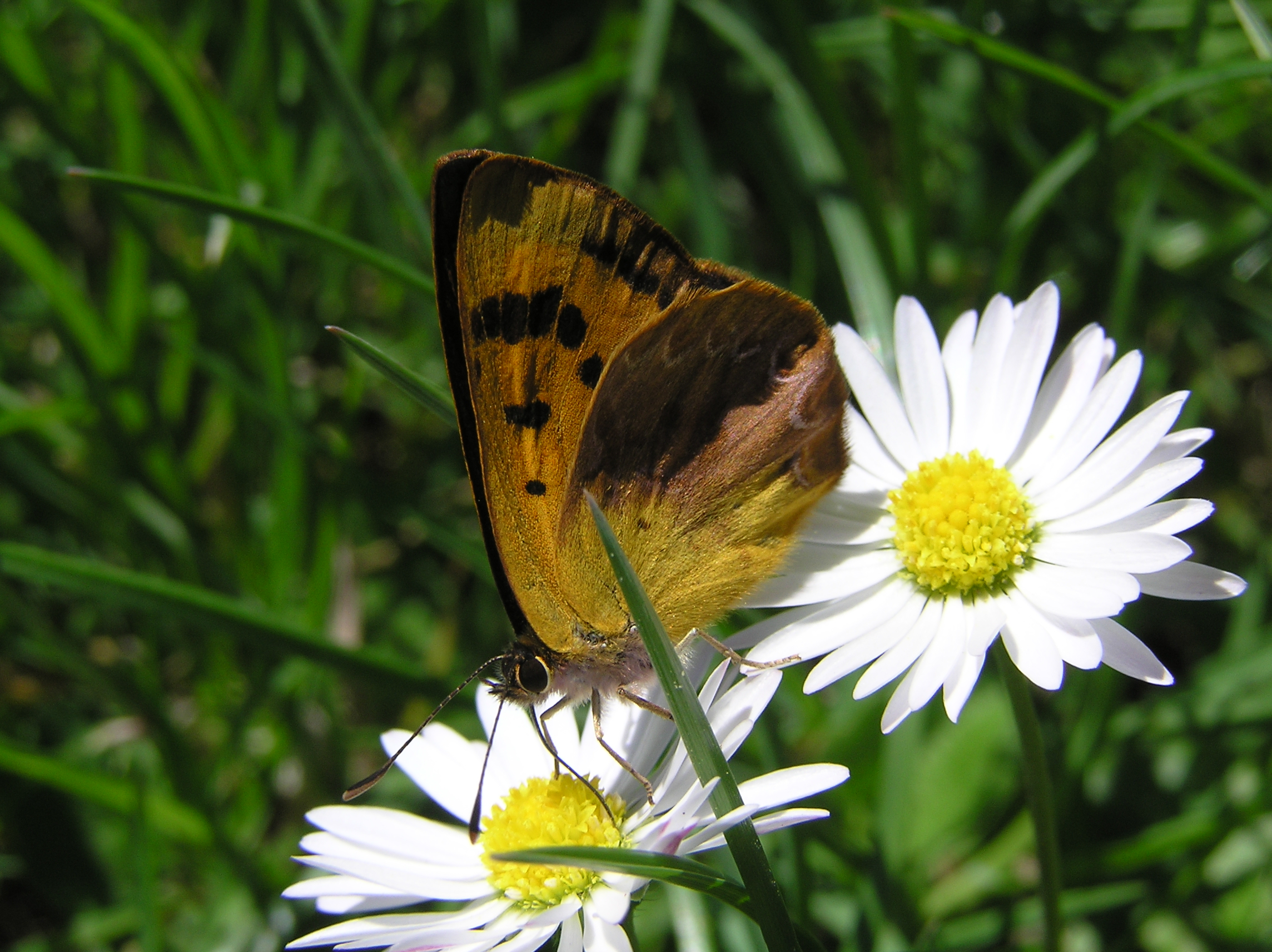